# Medicament generic

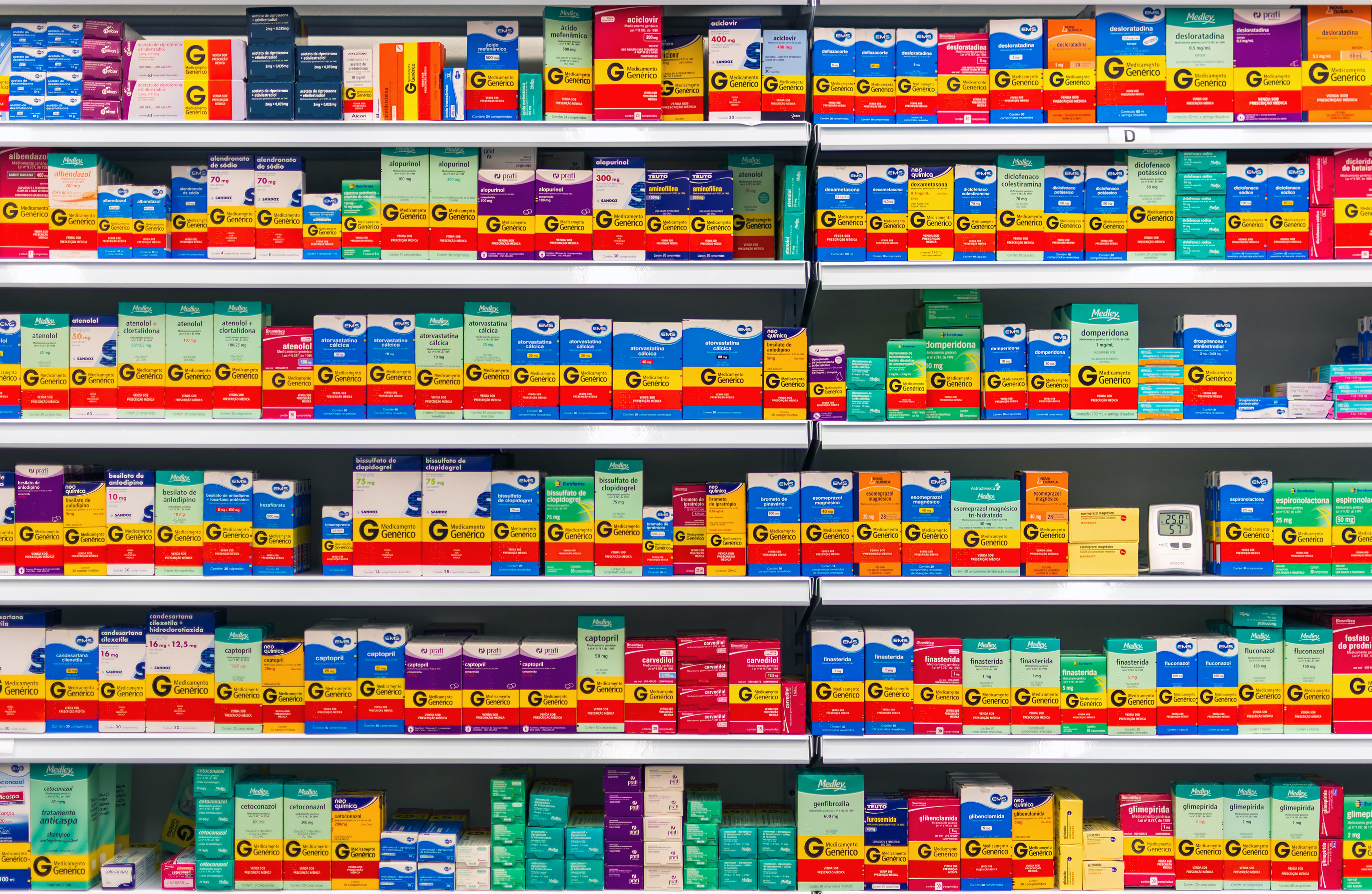
În unele state, precum Brazilia și Franța, mai mult de 20% din medicamentele vândute sunt cele generice.

Un medicament generic este un tip de medicament care reprezintă echivalentul farmaceutic al produsului farmaceutic original. Medicamentele generice pot fi echivalente în dozaj, metodă de administrate, calitate, performanță sau acțiune farmaceutică, proprietate cunoscută sub denumirea de bioechivalență. Diferențele acceptate pentru un generic, față de medicamentul de referință, sunt: procesul de fabricație, formularea, utilizarea anumitor excipienți, colorantul, gustul și ambalarea.
Pe de altă parte, medicamentele biosimilare conțin principii active aproape identice cu un produs de referință, fiind guvernate de un set extins de reguli, însă sunt diferite de medicamentele generice prin faptul că substanța activă este diferită.
Producătorii, distribuitorii și vânzătorii au libertatea de a crește prețul produselor medicamentoase generice prin creșterea prețului anumitor etape de fabricație sau distribuție.

## Reglementare
Cele mai dezvoltate țări impun producătorilor de medicamente generice să dovedească că formulările lor sunt bioechivalente cu produsele de marcă. 
Bioechivalența nu înseamnă că medicamentele generice trebuie să fie exact la fel ca produsul de marcă ("echivalent farmaceutic"). Pot exista diferențe chimice; de exemplu, se poate utiliza un alt săruri sau ester. Prezența altor substanțe inactive poate face ca genericul să arate diferit față de produsul original. Cu toate acestea, efectul terapeutic al medicamentului trebuie să fie același ("alternativă farmaceutică"). Majoritatea medicamentelor cu molecule mici sunt considerate bioechivalente dacă parametrii lor farmacocinetici ai suprafeței sub curba (AUC) și concentrației maxime (Cmax) se încadrează într-un interval de încredere de 90% între 80-125%; majoritatea medicamentelor generice aprobate în SUA se încadrează în această limită. Pentru produse mai complexe, cum ar fi inhalatoarele, sistemele de administrare transdermică, preparatele liposomale sau medicamentele biosimilare, este mai dificil să demonstrezi echivalența farmacodinamică sau clinică.